# Лакомб, Жорж (режиссёр)
Жорж Лакомб (фр. Georges Lacombe; 19 августа 1902, Париж — 14 апреля 1990, Канны) — французский кинорежиссёр.
По образованию — агроном. Путь в кинематографе начинал ассистентом знаменитого французского кинорежиссёра 1920-х и 1930-х годов, создателя жанра музыкального фильма Рене Клера.
В 1928 снял свой первый самостоятельный короткометражный (La Zone), а в 1931 — полнометражный фильм (Boule de gomme).

## Избранная фильмография

### Режиссёр
- 1932 — La Femme invisible
- 1933 — Un jour d'été
- 1933 — Ce cochon de Morin
- 1934 — Jeunesse
- 1935 — La Route heureuse
- 1936 — Le Cœur dispose
- 1938 — Café de Paris
- 1939 — Derrière la façade
- 1940 — Небесные музыканты / Les Musiciens du ciel
- 1940 — Elles étaient douze femmes
- 1941 — Последний из шести / Le Dernier des six
- 1941 — Монмартр на Сене / Montmartre-sur-Seine
- 1942 — Le journal tombe à cinq heures
- 1942 — Monsieur La Souris
- 1943 — L’Escalier sans fin
- 1944 — Florence est folle
- 1945 — Le Pays sans étoiles
- 1946 — Мартин Руманьяк / Martin Roumagnac
- 1947 — Les Condamnés
- 1948 — Prélude à la gloire
- 1951 — Ночь — моё царство / La nuit est mon royaume
- 1952 — Семь смертных грехов (новелла: Восьмой смертный грех) / Les Sept Péchés capitaux
- 1952 — L’Appel du destin
- 1953 — Leur dernière nuit
- 1955 — Уличный свет / La Lumière d’en face
- 1957 — Cargaison blanche
- 1957 — Mon Coquin de père
- 1962 — L’inspecteur Leclerc enquête, серия: Affaire de famille (телевизионный фильм)
- 1964 — Message pour Margaret (телевизионный фильм)
- 1970 — Pierre de Ronsard gentilhomme vendomois (телевизионный фильм)

В качестве ассистента режиссёра принимал участие в съемках фильмов «Антракт» (1924) и «Под крышами Парижа» (1930).